# لو یکم
لو یکم از شاهان پادشاهی اوان در تمدن ایلام بود که در حدود ۲۵۵۰ پیش از میلاد حکمرانی می‌کرد. اطلاعات درباره این فرمانروا بسیار محدود است و نام او در فهرست شاهان سومری که در حدود سدهٔ بیستم پیش از میلاد گردآوری شده، ذکر گردیده‌است.

## دوران حکومت
لو یکم در فهرست شاهان ایلامی به عنوان دومین فرمانروا پس از یک شاه ناشناس از خاندان یکم اوان ذکر شده است. دوره حکومت او به دوره ایلام کهن (حدود ۲۷۰۰–۱۵۰۰ پ.م) تعلق دارد که ایلام به عنوان یک تمدن مستقل در جنوب غربی ایران امروزی شکل گرفته بود.
بر اساس منابع تاریخی، لو یکم احتمالاً در منطقه اوان حکمرانی می‌کرد که یکی از مهم‌ترین مراکز قدرت ایلامیان در آن دوره بود. با این حال، اطلاعات دقیقی درباره اقدامات یا رویدادهای مهم دوران حکومت او در دسترس نیست.

## جایگاه در تاریخ ایلام
لو یکم در فهرست‌های پادشاهان ایلامی به عنوان یکی از نخستین فرمانروایان این تمدن ذکر شده است. پس از او، کورایشک به قدرت رسید که آخرین شاه خاندان یکم اوان بود.
اهمیت تاریخی لو یکم بیشتر به دلیل حضور او در فهرست‌های اولیه شاهان ایلامی است که نشان‌دهنده تداوم سنت‌های حکومتی در این تمدن باستانی است.